# Harri Paris
Harri Paris (* 6. Apriljul. / 18. April 1891greg. in Viljandi; † 7. Oktober 1941 in Tallinn) war ein estnischer Schauspieler.

## Leben
Harri Theodor Johann Paris studierte zunächst Pharmazie an der Wladimir-Universität im ukrainischen Kiew. Er ließ sich später an der Schmolitsch-Theaterschule in der russischen Hauptstadt Sankt Petersburg zum Schauspieler ausbilden. Anschließend bereiste er Deutschland, Österreich und Frankreich.
Seine erste schauspielerische Erfahrung sammelte Paris 1910 im westestnischen Pärnu. Von 1912 bis 1921 war er in Sankt Petersburg und in russischen Provinzstädten als Schauspieler zu sehen. Nach der Revolution in Russland und der Ausrufung der estnischen Unabhängigkeit ging Paris in seine Heimat zurück.
Von 1921 bis 1941 war Paris Berufsschauspieler am Nationaltheater Estonia in Tallinn. Dort inszenierte er auch Stücke, unter anderem von Bayard Veiller und René Fauchois.
Wegen seiner Ehefrau, der jüdischen Hutmacherin Keila Paris (1891–1941), geriet Harri Paris während der deutschen Besetzung Estlands ab August 1941 unter immer stärkeren Druck. Um der Deportation in die nationalsozialistischen Vernichtungslager zu entgehen, nahmen sich beide am 7. Oktober 1941 in Tallinn das Leben. Sie haben auf dem Friedhof des Tallinner Stadtbezirks Liiva ihre letzte Ruhestätte gefunden.